# 民家の甲子園
民家の甲子園（みんかのこうしえん）とは全国の高等学校（学校単位）に在籍する高校生（特別支援学校の高等部在籍生、専門学校の生徒、職業能力開発校の訓練生も含む）を対象にして行われる、被写体を民家や町並みに限定した写真コンテストである。正式名称は「「民家の甲子園」全国高等学校対抗民家町並みフォトコンテスト」。

## 概要
2003年に第1回大会が開催されて以降、毎年開催されている。主催は香川県にあるNPO法人・かがわサンサン倶楽部および財団法人・四国民家博物館（四国村）などの「民家の甲子園実行委員会」。後援は文部科学省・全国高等学校文化連盟。
高校生を対象とした写真コンテストだが、一般的な知名度はまだ低い。中国・四国・九州地方からの応募が多く、東海・関東地方からは若干の応募がある。団体で競う高校生対象の写真コンテストとしては、ほかに「全国高等学校写真選手権大会」（写真甲子園）がある。
もともと四国地方では県単位で高校生を対象とした各種の全国大会を積極的に開催しており（高知県の「まんが甲子園」、愛媛県の「俳句甲子園」など）、香川県ではこの「民家の甲子園」を高校生を対象とした全国大会として毎年開催するようになった。（そのため第8回までの全国大会は香川県内で行われていたが、第9回以降は他府県で開催されている。）

## 応募方法・審査
各学校は3 - 5人でチーム（1校で2チームまで可）を編成し、撮影した民家・町並みの組み写真5枚のデータとPR文（800字程度）をCD-Rにし作品のL判プリントとともに実行委員会事務局に提出する。
第4回以降は、組写真の中に「テーマ」を含んだ写真を入れるよう規定されている。（例:第4回テーマは「窓」）
7月上旬に実行委員会の審査員により審査を行い、全国大会出場校9校と最優秀個人賞を決定し出場が決まった各学校、最優秀個人賞受賞者の学校に連絡が届けられる。審査基準は作品だけではなく、PR文の内容も評価の対象となる。
7月下旬ないし8月初旬に全国大会が行われ、各出場校は7分程度のプレゼンテーションが行う。全国大会の審査は作品・PR文、プレゼンテーションの3つの要素で評価が行われ審査員10名の協議により賞が決定する。最高賞は民家大賞で6位相当までは○○賞という形の賞、7~ 9位相当までは特別賞がそれぞれ授与される。

## 全国大会概要
| 回数   | 開催期間          | 開催場所                                | テーマ |
| ------ | ----------------- | --------------------------------------- | ------ |
| 第1回  | 2003年8月7～10日  | 香川県丸亀市                            | -      |
| 第2回  | 2004年7月24・25日 | 香川県丸亀市                            | -      |
| 第3回  | 2005年7月23・24日 | 香川県高松市 サンポート高松             | -      |
| 第4回  | 2006年7月22・23日 | 香川県高松市 サンポート高松             | 窓     |
| 第5回  | 2007年7月28・29日 | 香川県高松市 サンポート高松             | 屋根   |
| 第6回  | 2008年7月26・27日 | 香川県高松市 サンポート高松             | 人     |
| 第7回  | 2009年8月23日     | 香川県丸亀市 丸亀市猪熊弦一郎現代美術館 | 光     |
| 第8回  | 2010年8月8日      | 香川県丸亀市 丸亀市猪熊弦一郎現代美術館 | 風     |
| 第9回  | 2011年7月31日     | 石川県小松市 石川県こまつ芸術劇場うらら | 色     |
| 第10回 | 2012年8月1日      | 熊本県熊本市 くまもと森都心プラザ       | 力     |
| 第11回 | 2013年8月4日      | 福島県会津若松市 福島県立博物館         | 生     |
| 第12回 | 2014年8月10日     | 愛媛県喜多郡内子町 内子座               | 継     |
| 第13回 | 2015年8月9日      | 高知県民文化ホール(グリーンホール)      | 遇     |
| 第14回 | 2016年8月8日      | 岐阜県岐阜市岐阜市文化産業交流センター  | 和     |
| 第15回 | 2017年8月8日      | 石川県小松市 粟津演舞場                 | 流     |
| 第16回 | 2018年8月8日      | 香川県丸亀市生涯学習センター            | 巡     |

## 「民家大賞」受賞校
- 第1回 - 香川県立多度津工業高等学校
- 第2回 - 島根県立平田高等学校
- 第3回 - 愛知県立半田工業高等学校
- 第4回 - 静岡県立伊東高等学校城ケ崎分校
- 第5回 - 高松第一高等学校
- 第6回 - 静岡県立伊東高等学校城ケ崎分校
- 第7回 - 大分県立竹田高等学校
- 第8回 - 北海道札幌平岸高等学校
- 第9回 - 北海道札幌平岸高等学校
- 第10回 - 愛知県立田口高等学校
- 第11回 - 香川県立多度津高等学校
- 第12回 - 高知県立安芸桜ケ丘高等学校
- 第13回 - 香川県立多度津高等学校
- 第14回 - 香川県立多度津高等学校
- 第15回 - 香川県立多度津高等学校
- 第16回 - 愛媛県立今治北高等学校